# Istmo de Fitzcarrald

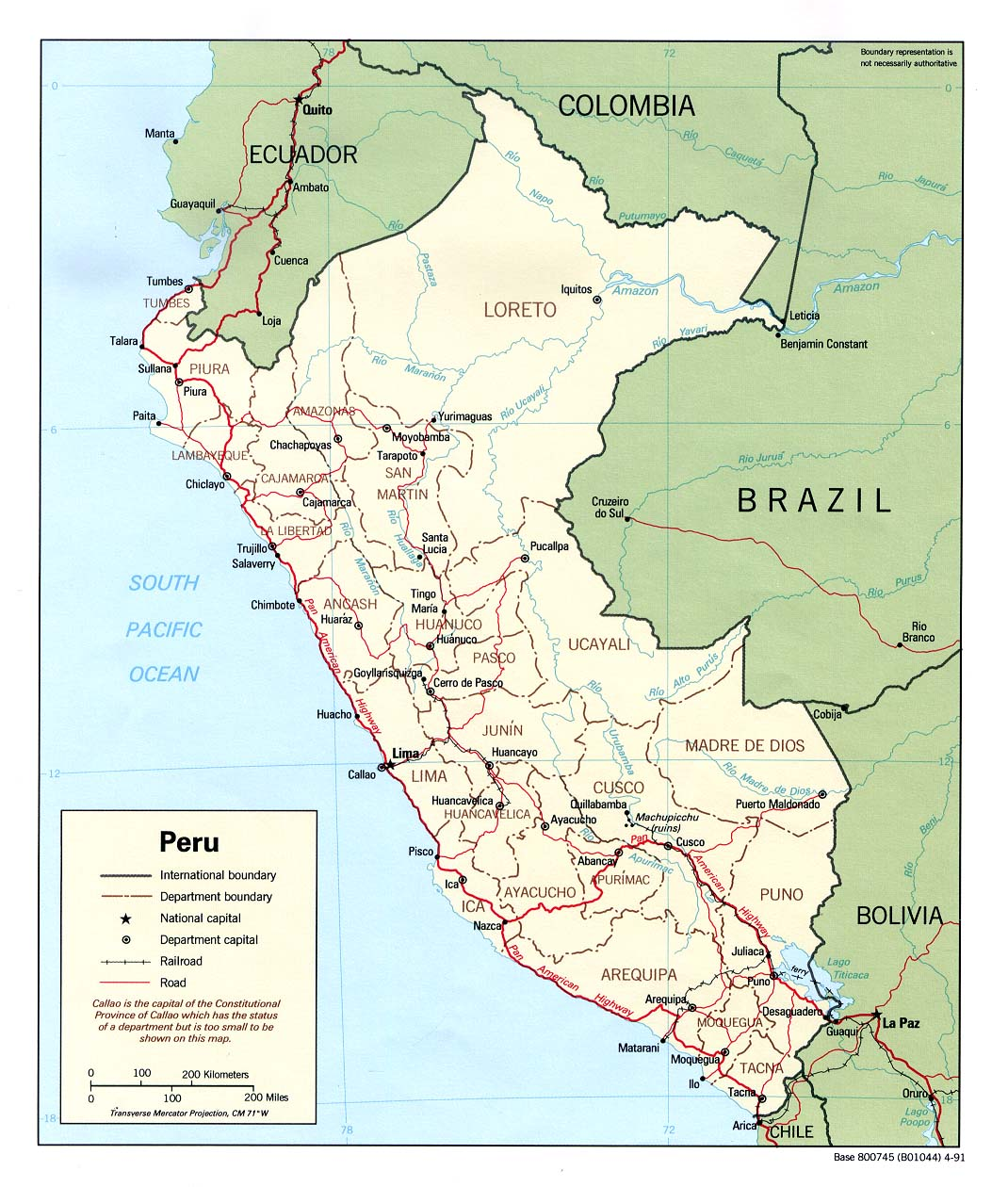
El istmo de Fitzcarrald se sitúa entre las cuencas de los ríos Urubamba y Madre de Dios (en la parte media del mapa).

El istmo de Fitzcarrald es una franja terrestre en Perú que comunica las cuencas de los ríos Ucayali y Madre de Dios (afluentes del Amazonas). Fue descubierto por el cauchero Carlos Fermín Fitzcarrald en 1895, según diversos historiadores, se trató del descubrimiento geográfico más importante del Perú durante el siglo XIX.

## Geografía
El istmo de Fitzcarrald comienza en la margen derecha del río Serjalí (afluente izquierdo del río Mishagua, que vierte sus aguas al Urubamba, este al Ucayali, y este al Amazonas, que finalmente desemboca en el océano Atlántico). En este punto tiene una altura de 332 metros sobre el nivel del mar; el camino transita 11,5 km a través de la montaña, siendo la cota más alta de 469 metros, y descendiendo después hasta el río Caspajali, con el que contacta a una cota de 352 metros; sus aguas descienden hasta el río Manú, afluente del Madre de Dios, este del Beni y este del Madeira, que acaba también en el Amazonas.

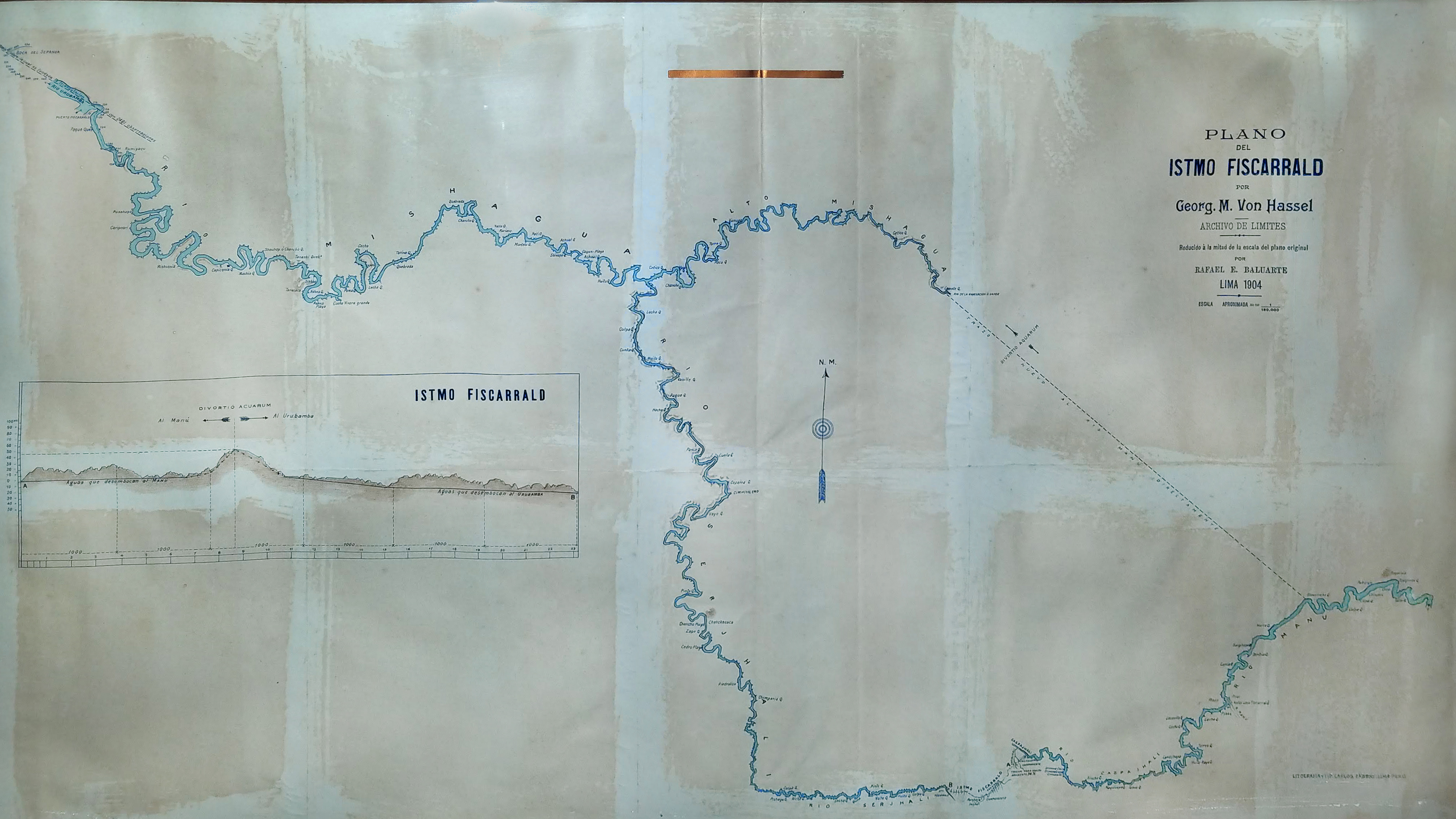
El istmo de Fitzcarrald en un mapa de 1904.

## Historia

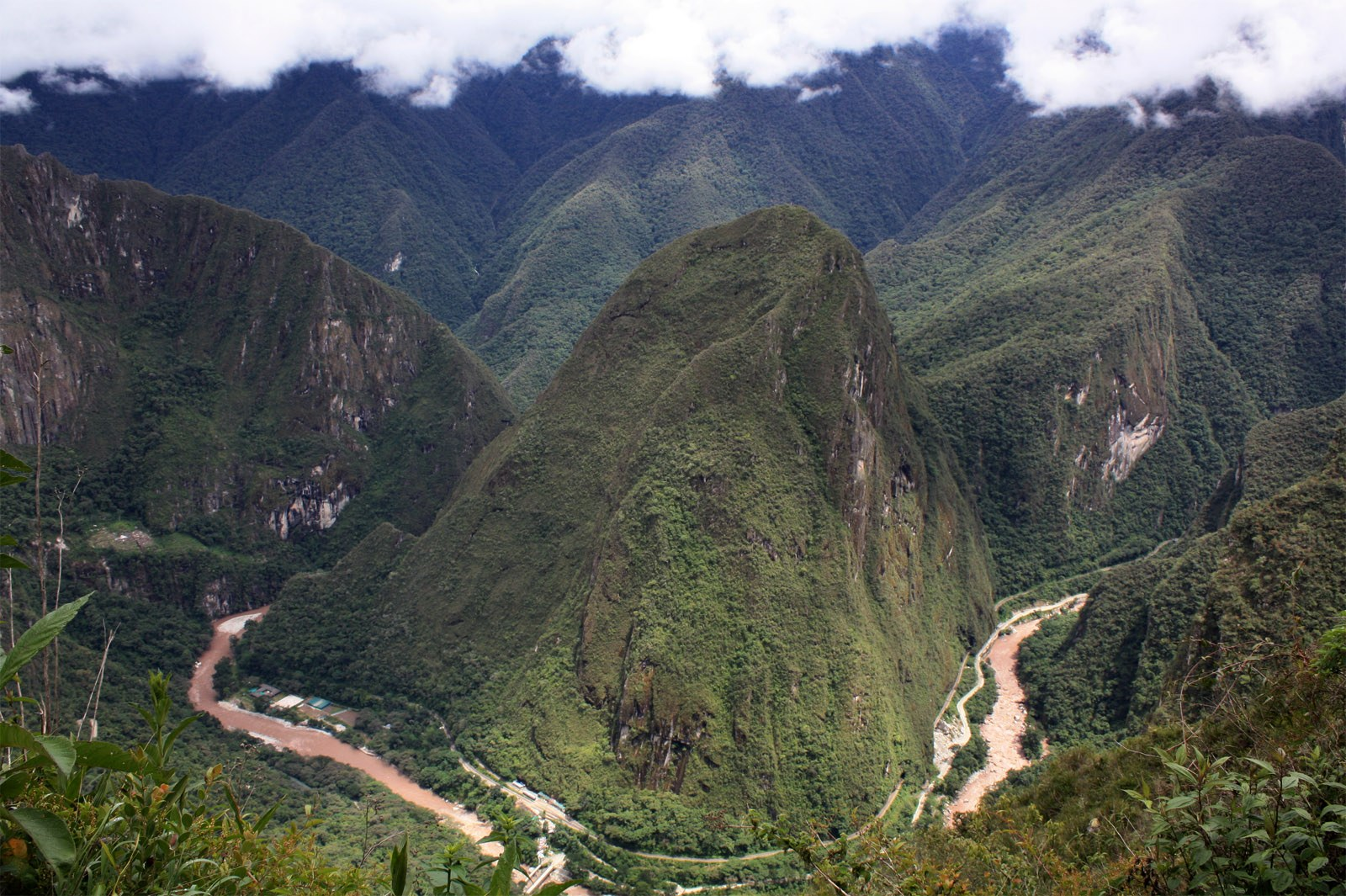
Río Urubamba, visto desde Machu Picchu.

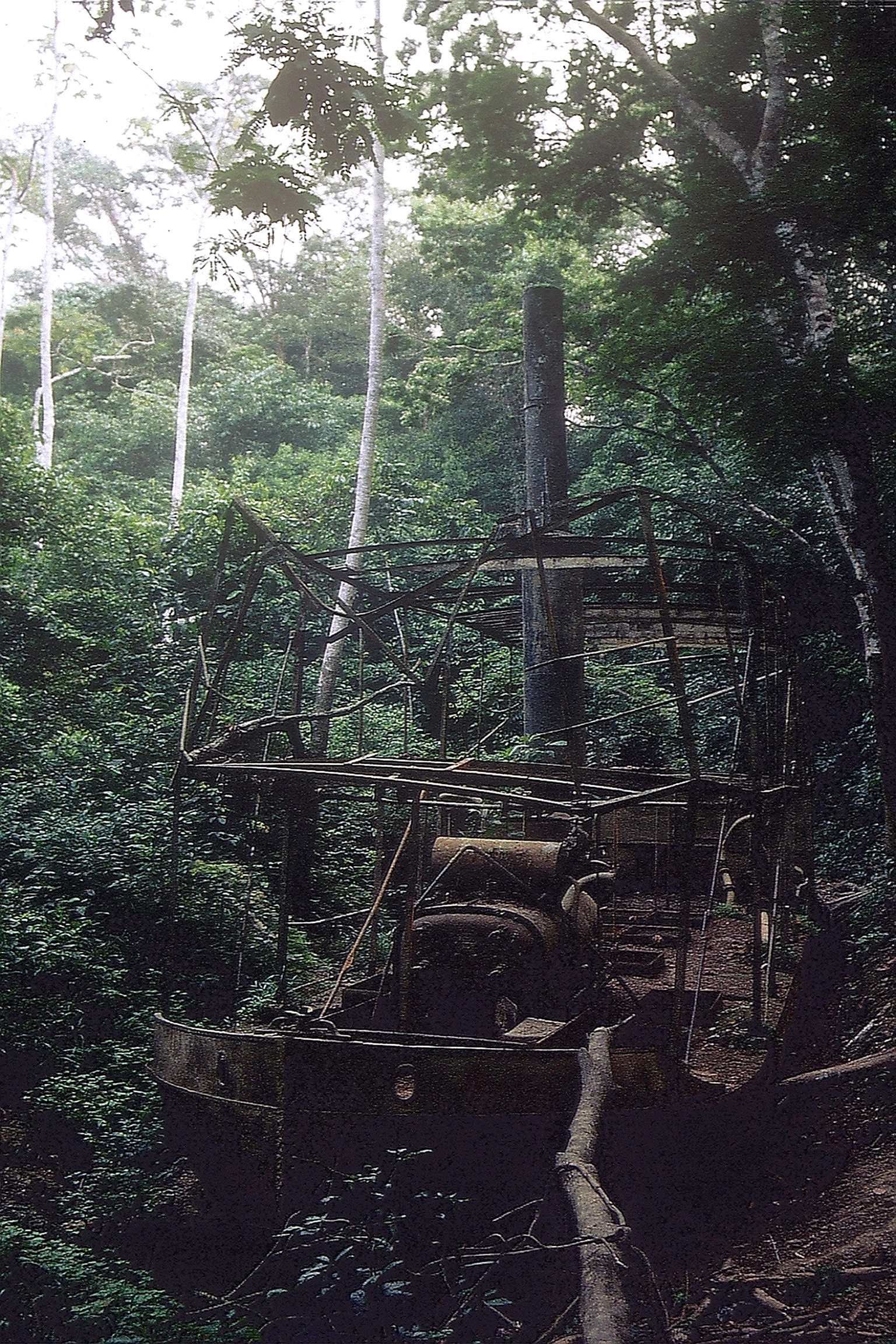
Restos del barco usado para la película Fitzcarraldo (1985).

Entre 1894 y 1895, Carlos Fermín Fitzcarrald exploró la región de Madre de Dios en búsqueda de árboles de caucho. Hizo tres viajes saliendo desde Iquitos: el primero movilizó a 300 personas remontando el Ucayali, siguiendo por el Urubamba, hasta las cabeceras del río Camisea. Supo por los indígenas que existía un río que transcurría paralelo al Camisea, pero en sentido contrario. Salieron en su búsqueda, abriéndose paso en la selva, acarreando herramientas y canoas. Localizado el paso, descendieron por los ríos Manú y Madre de Dios, llegando hasta la población de El Carmen, en Bolivia. Fitzcarrald se dio cuenta rápidamente del potencial comercial de ese camino.
El segundo viaje tuvo lugar ese mismo año, con el mismo destino, pero usando un trayecto diferente: accedieron por el Mishagua, otro afluente del Urubamba. El tercer viaje lo hizo en1895, y es el más conocido porque transportó la lancha de vapor Contamana, parcialmente desmontada, a través de la selva, traccionada por 300 indígenas campa. La travesía de la selva duró más de dos meses, y desplazaron la embarcación un trayecto de 9 kilómetros, hasta poder botarla en el río Madre de Dios, y descender hasta El Carmen.
Tras la apertura del paso, Fitzcarrald estableció relaciones comerciales con otros grandes caucheros bolivianos (Antonio Vaca Diez, Nicolas Suárez…), que estaban interesados en transportar sus cargamentos por el istmo de Fitzcarrald.

## Estado actual
Tras la fiebre del caucho, la región de Madre de Dios perdió su importancia comercial y el istmo de Fitzcarrald quedó en desuso. No obstante, sigue siendo considerado un paso estratégico y existen proyectos para su rehabilitación, tanto como camino terrestre, como en forma de canal fluvial que salve el decalaje de 20 m por medio de esclusas.